# Notation décimale à point

Notation décimale à point IPv4

La notation décimale à point désigne une convention d'écriture par laquelle on sépare des nombres en base 10 par des points, pour faciliter la lecture.
Cette convention est utilisée pour l'écriture des adresses IPv4 : les 32 bits sont regroupés par octets, sous forme décimale (par exemple 91.198.174.2).
Elle est également utilisée par l'ITU et l'ISO/IEC pour les OIDs (Object IDentifiers) permettant d'identifier de manière persistante, globale et unique tout objet, concept ou autre. Ces identifiants sont notamment utilisés par la syntaxe ASN.1 utilisée dans le protocole SNMP (par exemple 1.3.6.1.4.1 pour le nœud racine des entreprises enregistrées auprès de l'IANA).
La norme internationale ISO 2145, qui définit une convention typographique pour l'écriture des sections et sous-sections d'un document, utilise aussi cette notation (1, 1.1, 1.1.1…). Cette norme est notamment utilisée par LaTeX.